# 李泰哲
李泰哲（韓語：리태철，1947年—），北韓政治人物，任職朝鮮民主主義人民共和國人民保安部第一副部長、朝鮮勞動黨中央委員會候補委員及朝鮮人民軍上將。

## 生平
李泰哲於1992年成為人民軍中將。翌年，晉身黨中央委員會候補委員名單。1995年，獲金日成勛章。1996年，被委任為人民軍警隊指導局局長。在之後的一年，被提拔為上將。1998年，首次當選為最高人民會議代議員。2010年，調至人民保安部當第一副部長。次年，出訪中國相討針對脫北者的共同政策。此後，再沒有其消息。

## 資料來源
1. 1 2 3  .   [2014-05-21]. （原始内容存档于2016-03-05）.
2. ↑  "북-중 공안기관 수뇌부 베이징서 회동, 탈북자 단속 논의한 듯" （页面存档备份，存于） 《自由亞洲之聲》 2011 11 11